# 李宗瀚

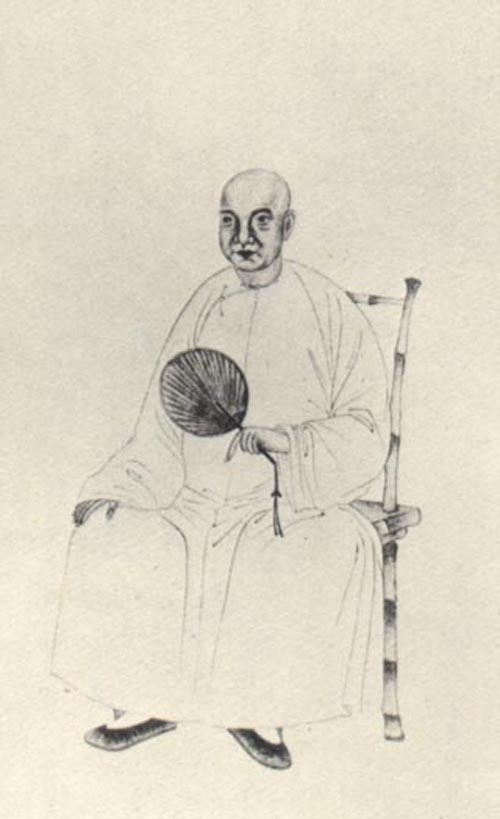
《清代学者像传》第二集之《李宗翰像》

李宗瀚（1770年—1832年），字北溟，号公博，又号春湖，江西临川人。中国清朝政治人物，书法家，著名碑帖收藏家。

## 生平
乾隆五十八年（1793年）进士，选庶吉士，散馆授编修。嘉庆三年（1798年），大考二等，擢左赞善。累迁侍讲学士，充日讲起居注官。五年（1800年），主持福建乡试，因母丧归乡，守丧结束，补原官，转侍读学士。历任湖南学政、历太仆寺卿、宗人府丞、左副都御史。宗翰遵守孝道，因丁忧、养亲而退职十年。八年（1828年），擢工部侍郎，主持浙江乡试，留任学政。十一年（1831年），丁本生父忧，抱病奔丧，卒於衢州，以丧服收殓。

## 延伸阅读
[在维基数据编辑]
 《清史稿·卷354》，出自趙爾巽《清史稿》